# Aorta abdominal
Na anatomia humana, a aorta abdominal é a maior artéria na cavidade abdominal. Como parte da aorta, é uma continuação direta da aorta descendente (do tórax).